# 费城灵魂队

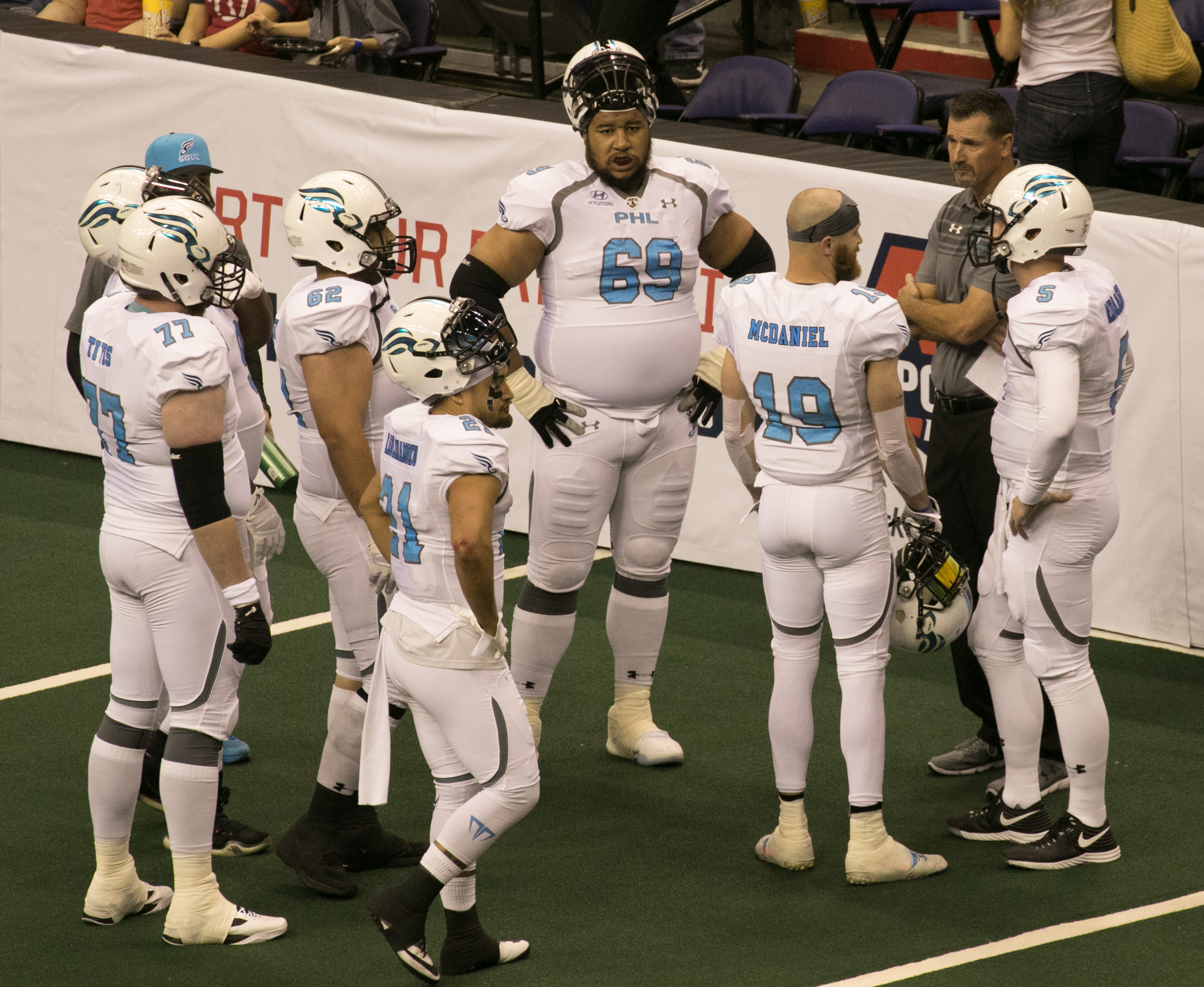
费城灵魂队于2017年

费城灵魂队（英語：Philadelphia Soul）是一支位于费城的职业室内美式橄榄球队，参与室內美式足球聯盟。灵魂队曾五次参加竞技场碗比赛，首次亮相就获胜（2008年对阵圣何塞剑齿虎队），接下来两次出场均输给亚利桑那响尾蛇队（2012年和2013年均输给亚利桑那响尾蛇队）。灵魂队在2016年第四次出场时战胜了响尾蛇队，比分为56-42。他们还在2017年第五次出场时战胜了坦帕湾风暴队，比分为44-40。
该俱乐部成立于2004年，当时由瓊·邦·喬飛领导的团队获得了费城室内美式橄榄球联盟特许经营权。室内美式橄榄球联盟在拟议的2009赛季开始前解散，但在2010年被收购并恢复。在2009年和2010年两个赛季处于停滞状态后，灵魂队于2011年在罗恩·贾沃斯基的带领下回归。
2019赛季结束后，室内美式橄榄球联盟再次停止运营。